# A Taste for Killing
A Taste for Killing é um telefilme estadunidense de 1992 dirigido por Lou Antonio e estrelado por Michael Biehn, Jason Bateman e Henry Thomas. Marcou o papel de estréia da atriz Renée Zellweger. O filme foi originalmente transmitido em 12 de agosto de 1992 pela USA Network.

## Elenco
- Michael Biehn como Bo Landry
- Jason Bateman como Blaine Stockard III
- Henry Thomas como Cary Sloan
- Blue Deckert como Elray Phelps
- Renée Zellweger como Mary Lou
- Brandon Smith como detetive Grier
- Woody Watson como detetive Rutland
- Fred Lerner como Duane